# Bristol Myers Squibb

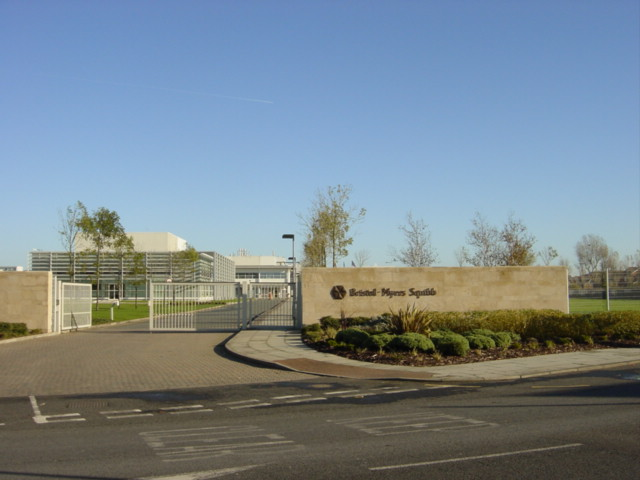
Bristol-Myers Squibb-faciliteit in Princeton, New Jersey.

Bristol-Myers Squibb Company (afgekort tot BMS) is een Amerikaans farmaceutisch bedrijf met het hoofdkantoor in Princeton, New Jersey. Het ontstond in 1989 uit een fusie tussen Bristol-Myers Company (opgericht in 1887) en Squibb Corporation (opgericht in 1858). BMS behoort tot de grootste biofarmaceutische bedrijven ter wereld en staat sinds jaren op de Fortune 500-lijst van grootste Amerikaanse ondernemingen.

## Bedrijvigheid
Het bedrijf ontwikkelt en produceert geneesmiddelen voor diverse therapeutische domeinen, waaronder kanker, hiv/aids, cardiovasculaire aandoeningen, diabetes, reumatoïde artritis en psychiatrische stoornissen. Belangrijke producten zijn onder meer Opdivo (nivolumab), Eliquis (apixaban) en Revlimid (lenalidomide).
BMS heeft wereldwijd onderzoeksfaciliteiten, waaronder in de Verenigde Staten, België, India, Japan, Spanje en het Verenigd Koninkrijk. Het bedrijf is sinds 2000 sterk gericht op biofarmacie, met de overname van bedrijven als Medarex (2009), Celgene (2019) en Karuna Therapeutics (2024).
In 2024 boekte BMS een omzet van $48,3 miljard, maar leed het bedrijf een nettoverlies van $8,9 miljard, voornamelijk als gevolg van afschrijvingen en herstructureringen. Het bedrijf telde dat jaar circa 34.100 medewerkers wereldwijd.

## Aanwezigheid in Nederland
Bristol-Myers Squibb beschikt over een geavanceerde productiefaciliteit in Leiden, Nederland. Deze vestiging richt zich op de productie van celtherapieën, waaronder CAR-T-behandelingen, die worden ingezet bij bepaalde vormen van bloedkanker zoals multiple myeloom en lymfomen. De locatie in Leiden maakt deel uit van het Bio Science Park, een belangrijk cluster voor life sciences in Europa.
De bouw van de faciliteit begon in 2021, en in 2023 werd het gebouw officieel geopend. Het is de eerste celtherapiefabriek van BMS buiten de Verenigde Staten. Met deze uitbreiding wil het bedrijf zijn Europese distributienetwerk versterken en patiënten in de regio sneller toegang geven tot gepersonaliseerde therapieën. De fabriek voldoet aan strenge eisen op het gebied van kwaliteitscontrole en GMP (Good Manufacturing Practice).